# Scewola

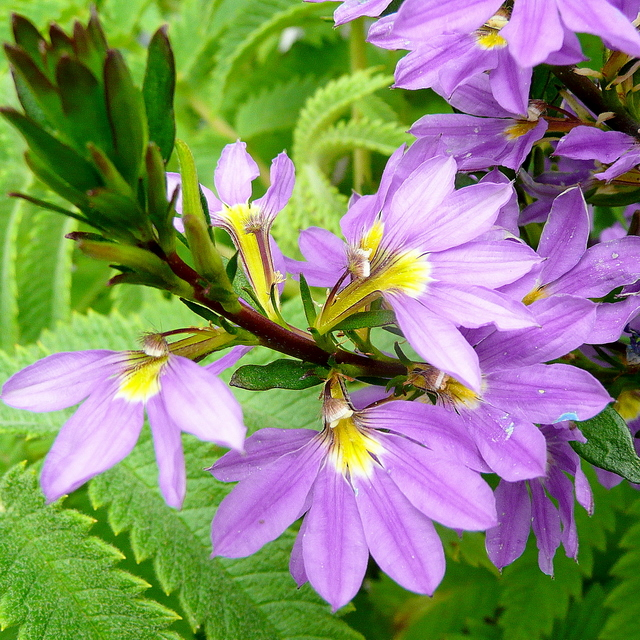
Scaevola aemula

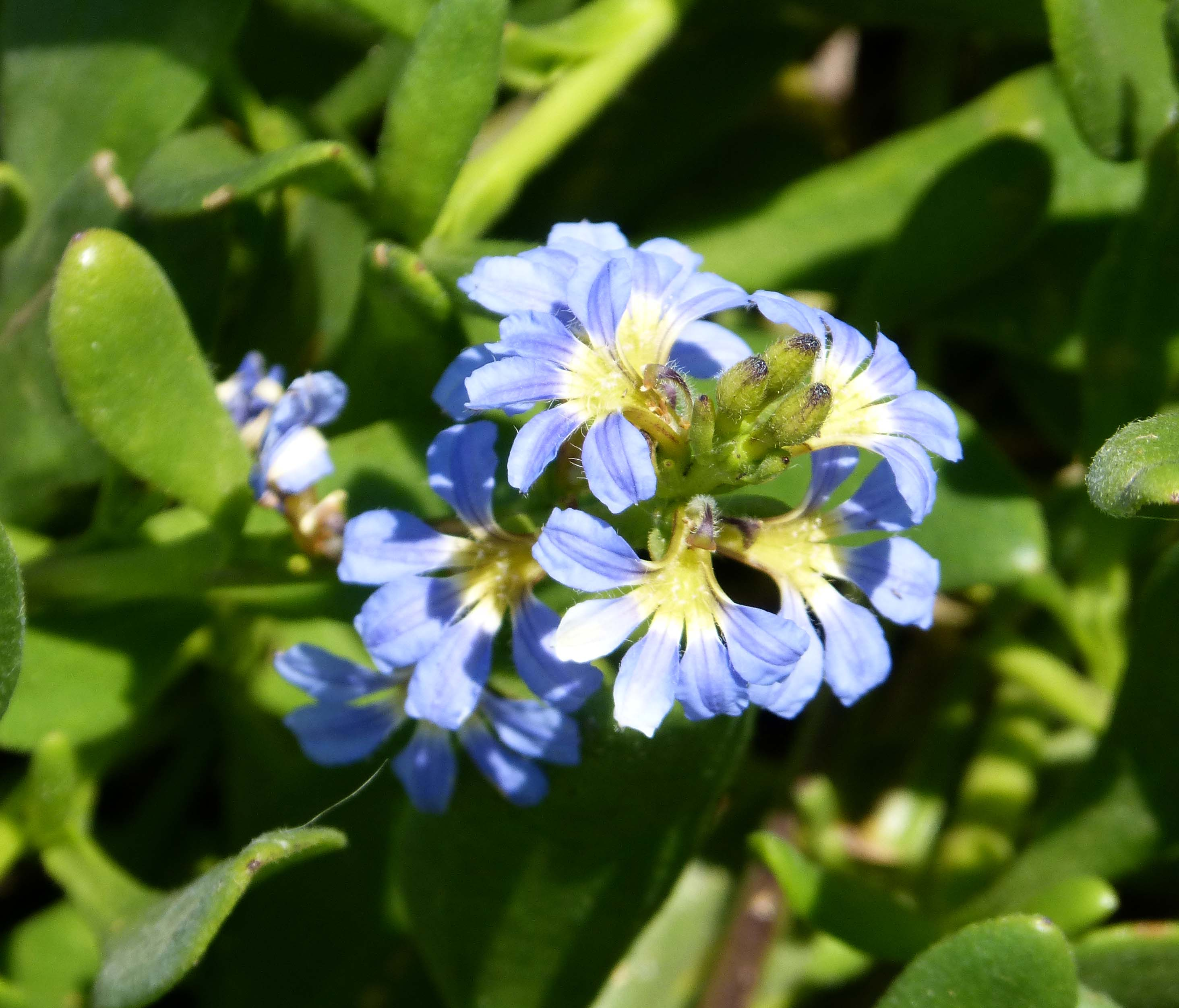
Scaevola calendulacea

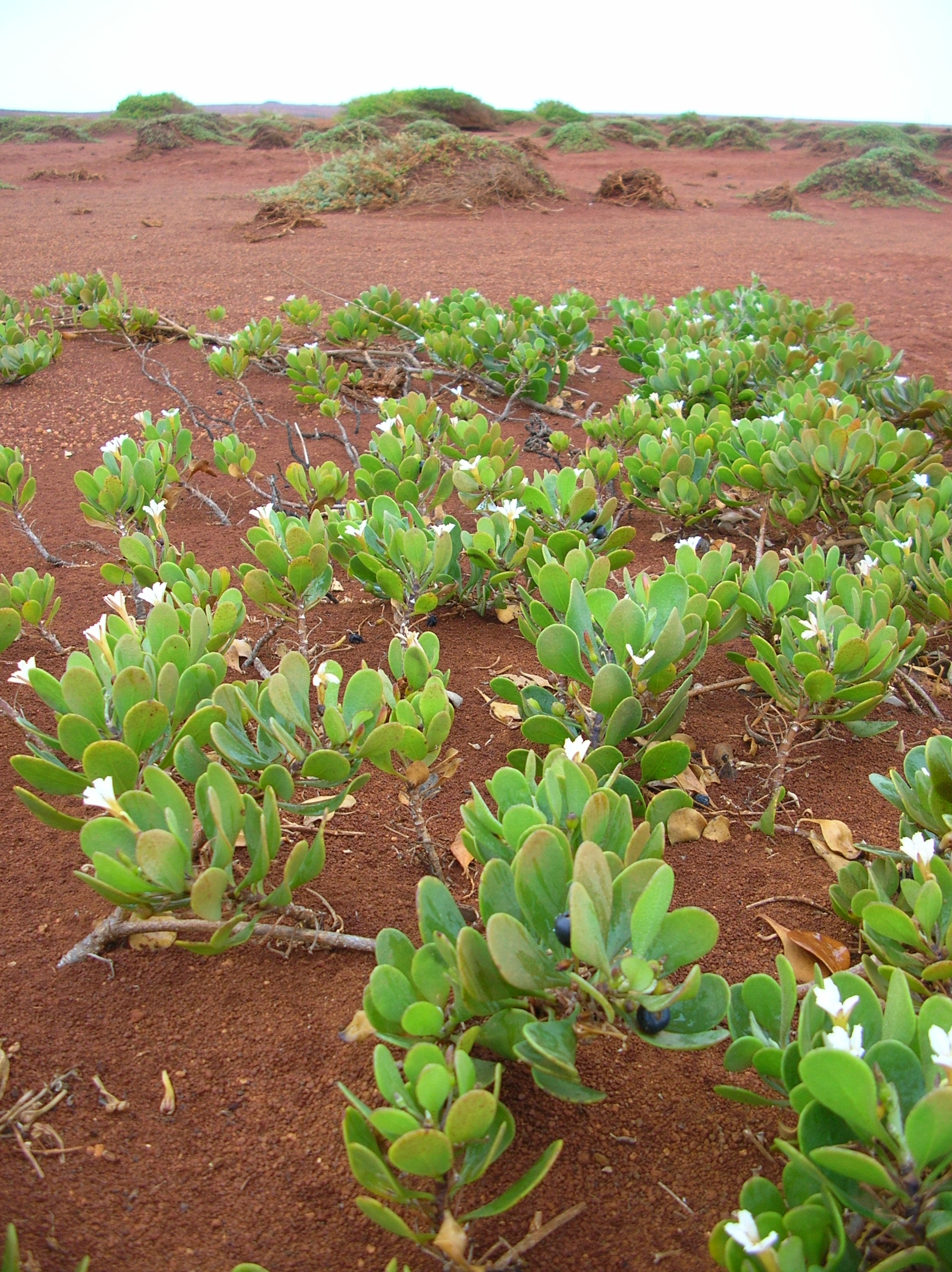
Scaevola coriacea

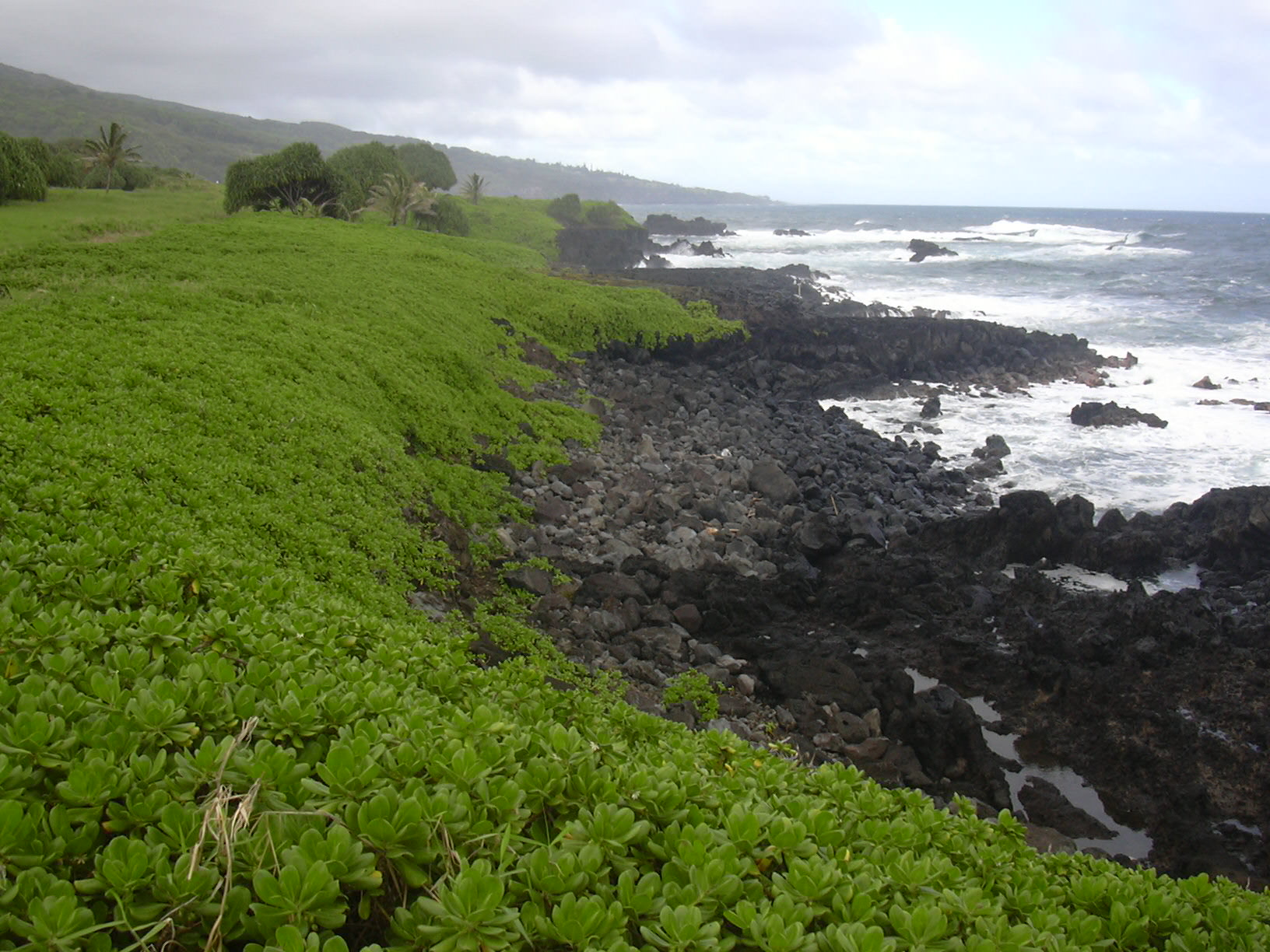
Scaevola plumieri

Scewola (Scaevola L.) – rodzaj roślin z rodziny Goodeniaceae. Obejmuje według różnych źródeł około 96, 100, 102, 117 lub 130 gatunków. W dużej części są to gatunki spotykane w Australii (rośnie tam ok. 70 gatunków z tego rodzaju) oraz Oceanii. Gatunek S. wrightii występuje na Kubie, a S. socotraensis to endemit wyspy Sokotra. Jeden gatunek – Scaevola plumieri – jest szeroko rozprzestrzeniony na plażach w całej strefie tropikalnej. Rozległy zasięg wiąże się ze zdolnością nasion zachowywania przez ponad rok zdolności do kiełkowania i unoszenia się przez ten czas w wodach morskich. Nasiona kiełkują dopiero po opłukaniu przez wody deszczowe po znalezieniu się na plaży.
Większość przedstawicieli rodzaju rośnie na piaszczystych i skalistych wybrzeżach morskich, w tym w zaroślach przybrzeżnych i namorzynach. Niektóre gatunki zasiedlają górskie lasy wysp Oceanu Spokojnego (przystosowane są do zapylania przez ptaki, podczas gdy inne gatunki z tego rodzaju i inni przedstawiciele rodziny są owadopylne).
Owoce Scaevola plumieri są spożywane przez południowoaustralijskich Aborygenów. Z drewna tego gatunku wyrabia się kołki wykorzystywane przy budowie łodzi oraz tzw. „papier ryżowy” służący do wyrabiania produktów artystycznych (np. sztucznych kwiatów). Gatunek ten introdukowany został do południowo-wschodnich Stanów Zjednoczonych jako roślina do nasadzeń przeciwerozyjnych i stał się tam gatunkiem inwazyjnym. Niektóre gatunki uprawiane są jako ozdobne, zwłaszcza scewola zwodnicza S. aemula, najczęściej uprawiana w wiszących pojemnikach. Walorem ozdobnym są oryginalne kwiaty ukazujące się obficie i przez długi czas.
Dla rodzaju tego w dawnych źródłach proponowano nazwy zwyczajowe „okoczyst” i „jednostronka”, ale nie są one używane.

## Morfologia

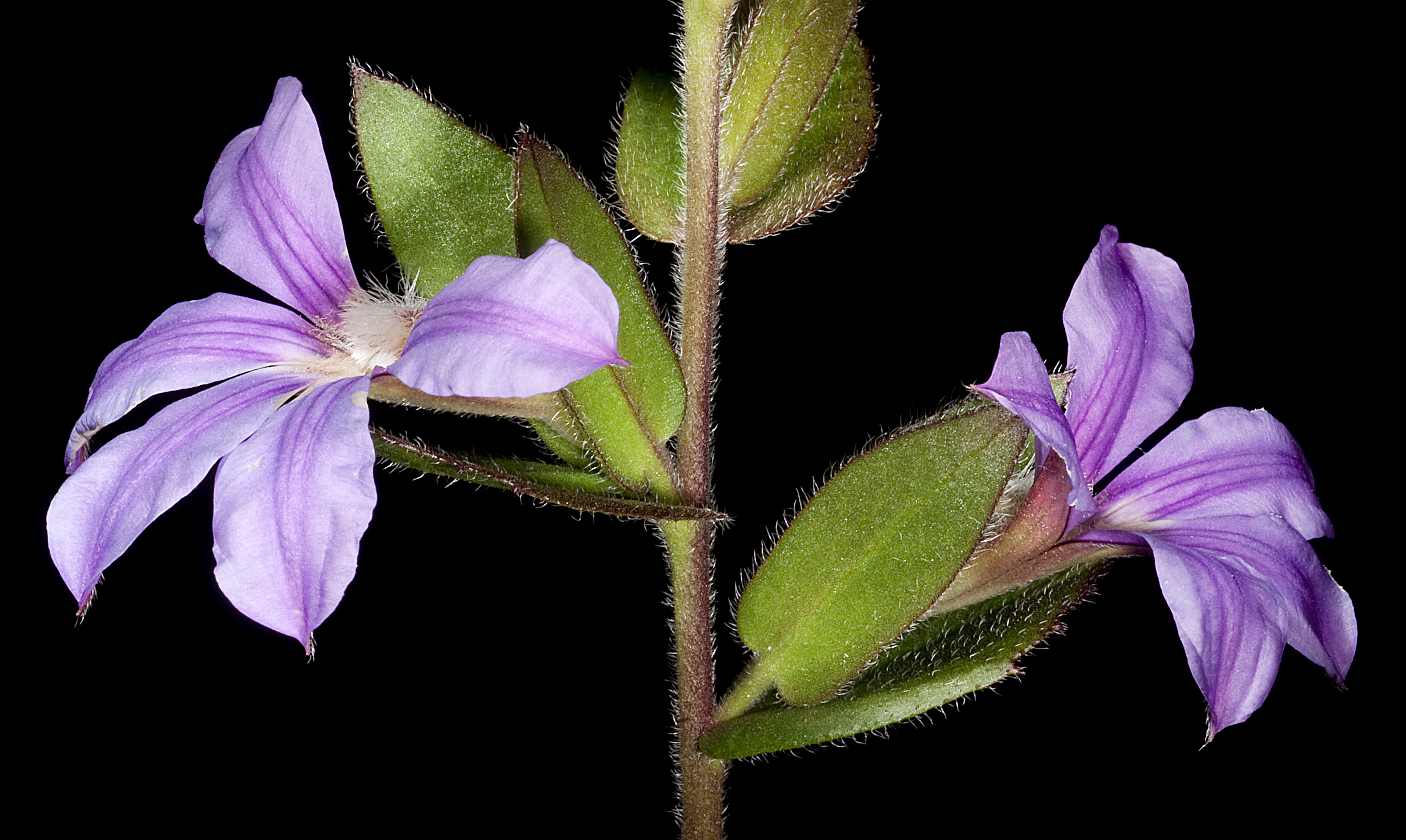
Scaevola platyphylla

PokrójByliny osiągające do 70 cm, często płożące oraz krzewy i niewielkie drzewa do 4 m wysokości. Ich pędy są nagie lub owłosione, w tym także kosmato. Pędy często grube i kruche. Scaevola spinescens ma pędy cierniste.
LiściePojedyncze, zwykle skrętoległe, rzadziej naprzeciwległe (Scaevola enantophylla). Często mięsiste, owłosione.
KwiatyPojedyncze lub zebrane w wierzchotki wyrastające w kątach liści. Dwubocznie symetryczne, obupłciowe, osiągające ok. 1–2,5 cm średnicy. Działki kielicha zrośnięte w rurkę. Korona z pięcioma płatkami, u nasady zrośniętymi w rurkę rozciętą do nasady, w górnej części z łatkami ułożonymi w wachlarz (wszystkie 5 płatków tworzy dolną wargę). Płatki koloru białego, żółtego, niebieskiego do ciemnoczerwonego. Pręcików jest 5, nie zrośniętych w rurkę. Zalążnia jest dolna, powstaje z dwóch owocolistków, ma jedną do czterech komór zawierających pojedyncze zalążki. Pojedyncza szyjka słupka na szczycie jest zgięta ze znamieniem dwudzielnym.
OwoceMięsiste, kilkunasienne pestkowce. Nasiona są zaopatrzone w bielmo. Endokarp otaczający nasiono twardy.

## Systematyka
Pozycja systematyczna
Rodzaj z rodziny Goodeniaceae, klasyfikowany do plemienia Goodenieae Dumortier. W niektórych ujęciach zalicza się do niego wyodrębniane gdzie indziej rodzaje Diaspalis i Selliera.
Wykaz gatunków (nazwy akceptowane według Plants of the World online)
- Scaevola acacioides Carolin
- Scaevola aemula R.Br. – scewola zwodnicza[4]
- Scaevola albida (Sm.) Druce
- Scaevola amblyanthera F.Muell.
- Scaevola anchusifolia Benth.
- Scaevola angulata R.Br.
- Scaevola angustata Carolin
- Scaevola archeriana L.W.Sage
- Scaevola arenaria E.Pritz.
- Scaevola argentea Carolin
- Scaevola auriculata Benth.
- Scaevola balansae Guillaumin
- Scaevola ballajupensis L.W.Sage
- Scaevola barrierei A.S.Wulff & Munzinger
- Scaevola basedowii Carolin
- Scaevola beckii Zahlbr.
- Scaevola brookeana F.Muell.
- Scaevola browniana Carolin
- Scaevola bursariifolia J.M.Black
- Scaevola calendulacea Druce
- Scaevola calliptera Benth.
- Scaevola canescens Benth.
- Scaevola chamissoniana Gaudich.
- Scaevola chanii K.M.Wong
- Scaevola chrysopogon Carolin
- Scaevola coccinea Däniker
- Scaevola collaris F.Muell.
- Scaevola collina J.M.Black ex E.L.Robertson
- Scaevola coriacea Nutt.
- Scaevola crassifolia Labill.
- Scaevola cuneiformis Labill.
- Scaevola cunninghamii DC.
- Scaevola cylindrica Schltr. & K.Krause
- Scaevola densifolia Carolin
- Scaevola depauperata R.Br.
- Scaevola enantophylla F.Muell.
- Scaevola eneabba Carolin
- Scaevola erosa Guillaumin
- Scaevola floribunda A.Gray
- Scaevola gaudichaudiana Cham.
- Scaevola gaudichaudii Hook. & Arn.
- Scaevola glabra Hook. & Arn.
- Scaevola glabrata Carolin
- Scaevola glandulifera DC.
- Scaevola glaucescens de Vriese
- Scaevola globosa (Carolin) Carolin
- Scaevola globulifera Labill.
- Scaevola glutinosa Carolin
- Scaevola gracilis Hook.f.
- Scaevola graminea Ewart & A.H.K.Petrie
- Scaevola hainanensis Hance
- Scaevola hamiltonii K.Krause
- Scaevola hobdyi W.L.Wagner
- Scaevola holosericea de Vriese
- Scaevola hookeri F.Muell. ex Hook.f.
- Scaevola humifusa de Vriese
- Scaevola humilis R.Br.
- Scaevola kallophylla G.J.Howell
- Scaevola kilaueae O.Deg.
- Scaevola laciniata F.M.Bailey
- Scaevola lanceolata Benth.
- Scaevola linearis R.Br.
- Scaevola longifolia de Vriese
- Scaevola macrophylla (de Vriese) Benth.
- Scaevola macropyrena I.H.Müll.
- Scaevola macrostachya Benth.
- Scaevola marquesensis F.Br.
- Scaevola micrantha C.Presl
- Scaevola microcarpa Cav.
- Scaevola microphylla Benth.
- Scaevola mollis Hook. & Arn.
- Scaevola montana Gaudich.
- Scaevola muluensis K.M.Wong
- Scaevola myrtifolia (de Vriese) K.Krause
- Scaevola neoebudica Guillaumin
- Scaevola nitida R.Br.
- Scaevola nubigena Lauterb.
- Scaevola obovata Carolin
- Scaevola oldfieldii F.Muell.
- Scaevola oppositifolia Roxb.
- Scaevola ovalifolia R.Br.
- Scaevola oxyclona F.Muell.
- Scaevola paludosa R.Br.
- Scaevola parvibarbata Carolin
- Scaevola parviflora K.Krause
- Scaevola parvifolia F.Muell. ex Benth.
- Scaevola pauciflora Leenh.
- Scaevola paulayi Fosberg
- Scaevola phlebopetala F.Muell.
- Scaevola pilosa Benth.
- Scaevola platyphylla Lindl.
- Scaevola plumieri (L.) Vahl (syn. S. taccada (Gaertn.) Roxb.)
- Scaevola porocarya F.Muell.
- Scaevola porrecta A.C.Sm.
- Scaevola procera Hillebr.
- Scaevola pulchella Carolin
- Scaevola pulvinaris K.Krause
- Scaevola racemigera Däniker
- Scaevola ramosissima K.Krause
- Scaevola repens de Vriese
- Scaevola restiacea Benth.
- Scaevola revoluta R.Br.
- Scaevola sericea Vahl
- Scaevola sericophylla F.Muell. ex Benth.
- Scaevola socotraensis H.St.John
- Scaevola spinescens R.Br.
- Scaevola striata R.Br.
- Scaevola subcapitata F.Br.
- Scaevola tenuifolia Carolin
- Scaevola thesioides Benth.
- Scaevola tomentosa Gaudich.
- Scaevola tortuosa Benth.
- Scaevola verticillata Leenh.
- Scaevola virgata Carolin
- Scaevola wrightii M. Gómez
- Scaevola xanthina K.A.Sheph. & Hislop